# Graphis immersella
Graphis immersella är en lavart som beskrevs av Müll. Arg. Graphis immersella ingår i släktet Graphis och familjen Graphidaceae.   Inga underarter finns listade i Catalogue of Life.